# Tom Donilon
Thomas E. (Tom) Donilon (Providence (Rhode Island), 14 mei 1955) is een Amerikaans ambtenaar van de Democratische Partij. Hij was de Nationaal Veiligheidsadviseur onder Barack Obama van 2010 tot 2013. Eerder was hij de Assistent Nationaal Veiligheidsadviseur van 2009 tot 2010 en onderminister van Buitenlandse Zaken van 1993 tot 1996 onder president Bill Clinton
- Library of Congress Control Number: no2015139336
- National Archives and Records Administration: 183019538
- Virtual International Authority File: 268144782714482545537